# Michael Doyle (politico)
Michael F. Doyle (Swissvale, 5 agosto 1953) è un politico statunitense, ex membro della Camera dei Rappresentanti per lo stato della Pennsylvania dal 1995 al 2023.

## Biografia
Nato a Swissvale da genitori irlandesi e italiani, Doyle studiò alla Pennsylvania State University e successivamente lavorò come consulente politico.
Nel 1994 si candidò alla Camera dei Rappresentanti come membro del Partito Democratico e venne eletto per il seggio che fino ad allora era stato occupato da Rick Santorum, in quell'anno eletto senatore. Doyle fu poi riconfermato facilmente negli anni successivi, anche quando si trovò a dover cambiare distretto elettorale.
Si ritirò dalla Camera dei rappresentanti alla fine del 117º Congresso, dopo ventotto anni di permanenza.
Nel corso degli anni Doyle ha espresso posizioni favorevoli all'aborto e ai diritti degli omosessuali.